# Oratorio della Santissima Annunziata (Manciano)
L'oratorio della Santissima Annunziata è un edificio religioso situato a Manciano, nella provincia di Grosseto.

## Storia
La chiesa sorse sul finire del XVI secolo al di fuori della cinta muraria che delimitava il centro storico di Manciano. Originariamente, doveva presentarsi in un più raffinato stile tardorinascimentale.
Nel corso dei secoli successivi, l'edificio religioso ha subito vari interventi di modifica e di ristrutturazione che hanno portato, in varie fasi, a rimaneggiamenti ed ampliamenti.
Nella seconda metà del XIX secolo furono effettuati i più profondi ed invasivi lavori di ricostruzione, che hanno conferito all'oratorio l'aspetto attuale.

## Descrizione
L'oratorio della Santissima Annunziata si presenta come una semplice chiesa ad aula unica, col portale di ingresso che si apre sulla piccola facciata principale, sovrastato da un arco tondo. Sul lato destro si eleva il campanile. Le strutture murarie, rivestite in intonaco, testimoniano le varie fasi in cui furono apportati gli interventi di ristrutturazione.
All'interno vi è custodito un pregevole dipinto di Pietro Aldi, raffigurante l'Annunciazione, collocato dal 1875 sull'altare maggiore.